# La Cerrada de los Santos
La Cerrada de los Santos es el yacimiento arqueológico de una necrópolis celtibérica situado en la pedanía de Aragoncillo, término municipal de Corduente, en la provincia de Guadalajara (España).
Está incluido en el Inventario del Patrimonio Cultural de Castilla-La Mancha pero no se encuentra acondicionado para la visita.

## Descripción
Este yacimiento se identifica como la necrópolis del poblado de El Palomar y se sitúa un poco más al sur del mismo, cruzando la N-211. Se encuentra sobre una llanura delimitada al sur por el arroyo de Arandilla. Los terrenos, destinados a cultivos cerealistas, se encontraban en rastrojo en el momento de realizarse la prospección. Las excavaciones realizadas entre 1990 y 1994 permitieron documentar una necrópolis de incineración celtibérica, en la que se observan dos fases de uso. No se aprecian restos materiales del yacimiento en la superficie.

### Fase I:sigloVIa.C.
Corresponde al período Celtibérico Antiguo. Las sepulturas de este momento son de variada tipología, predominando las cremaciones depositadas directamente en un hoyo excavado en la tierra, aunque también se han documentado cremaciones contenidas en urna cineraria, incluso estructuras pétreas de tipo encachado tumular. Los ajuares funerarios son frecuentes y están formados por depósitos de objetos metálicos en los que destacan las armas. En cuanto a los rituales complementarios, es destacable la presencia de focos cenicientos que acompañan a muchas de las sepulturas, así como la presencia de plataformas de ofrendas con abundantes restos fáunicos y depósitos de armas y otros objetos metálicos de adorno.

### Fase II: siglosIIIyIIa.C.
Corresponde al período Celtibérico Pleno y es la fase más reciente. Las cremaciones están contenidas en una urna cineraria a torno y desprovista, por lo general, de ajuar funerario; cuando aparece, está constituido por parcos conjuntos de objetos metálicos entre los que son escasas las armas. Al contrario que en la fase anterior, desaparecen los focos cenicientos asociados a las sepulturas, si bien se ha podido documentar un gran silicernium en el que las ofrendas animales han sido sustituidas por líquidos, a juzgar por el gran volumen de jarras y copas localizado.,